# Emphreus ferruginosus
Emphreus ferruginosus là một loài bọ cánh cứng trong họ Cerambycidae.